# Thiago Pampolha
Thiago Pampolha Gonçalves (Rio de Janeiro, 13 de abril de 1987) é um político brasileiro, atual conselheiro do Tribunal de Contas do Estado do Rio de Janeiro (TCE-RJ). Antes, foi secretário estadual das pastas de Esporte, Lazer e Juventude e de Ambiente e Sustentabilidade, deputado estadual por três mandatos e vice-governador do Rio de Janeiro de 2023 até sua renúncia em 2025.

## Biografia
Empresário e estudante, cursando o último período de Direito, foi eleito para a 10ª legislatura (2011/2014) com 19 329 votos. Foi o deputado mais jovem da história da Assembleia Legislativa do Estado do Rio de Janeiro (ALERJ).
Reeleito em 2014, com 41 897 votos, para seu segundo mandato como deputado estadual, presidiu a Comissão de Defesa dos Animais e foi vice-presidente da Comissão de Obras da Assembleia, além de ter integrado a Mesa Diretora da Casa.
Em abril de 2015, em polêmica votação, foi um dos parlamentares a votar a favor da nomeação de Domingos Brazão para o Tribunal de Contas do Estado do Rio de Janeiro, nomeação esta muito criticada na época. Tornou-se secretário em 2017, sendo substituído na ALERJ por Aramis Brito.
Em 17 de novembro de 2017, votou pela revogação da prisão dos deputados Jorge Picciani, Paulo Melo e Edson Albertassi, denunciados na Operação Cadeia Velha, acusados de integrar esquema criminoso que contava com a participação de agentes públicos dos poderes Executivo e do Legislativo, inclusive do Tribunal de Contas, e de grandes empresários da construção civil e do setor de transporte.
Foi nomeado secretário de Ambiente e Sustentabilidade pelo então governador interino Cláudio Castro, sucedendo Altineu Cortes e permanecendo na pasta até o início de abril de 2022. Seu substituto na Assembleia foi Sergio Fernandes.
Nas eleições de 2022, Pampolha inicialmente lançou sua candidatura à reeleição para a ALERJ, tentando seu quarto mandato, mas renunciou menos de um mês após o início da campanha ao ser convidado para ser candidato a vice-governador na chapa de Cláudio Castro, substituindo o ex-prefeito de Duque de Caxias Washington Reis, que teve seu registro indeferido.
Em 2 de outubro, Pampolha foi eleito vice-governador do Rio de Janeiro, quando a chapa encabeçada por Castro venceu no primeiro turno com 58,67% dos votos válidos. Voltou a assumir a secretaria de Meio Ambiente e Sustentabilidade em 1° de janeiro de 2023, conciliando com o mandato de vice-governador. Foi exonerado da pasta em março de 2024, após romper politicamente com Cláudio Castro.
Em 21 de maio de 2025, Thiago Pampolha foi indicado e eleito conselheiro do Tribunal de Contas do Estado do Rio de Janeiro (TCE-RJ) ao obter 57 votos dos deputados. Para assumir a vaga no tribunal, renunciou ao cargo de vice-governador do estado do Rio de Janeiro.